# Josef Bigler
Josef Bigler, seit 1918 Ritter von Bigler, (* 14. Januar 1866 in Gammersfeld, Bezirksamt Eichstätt; † 10. Januar 1949) war ein deutscher Verwaltungsjurist und Leiter des bayerischen Landesvermessungsamtes.

## Leben
Nach dem Abitur am Descartes-Gymnasium in Neuburg an der Donau absolvierte Josef Bigler in den Jahren von 1886 bis 1890 ein Studium der Rechtswissenschaften an der Ludwig-Maximilians-Universität München und leistete den dreijährigen juristischen Vorbereitungsdienst (Referendariat) beim Amtsgericht München I und Landgericht München I, Bezirksamt München sowie beim Stadtmagistrat München und einer Münchener Anwaltskanzlei. Im Dezember 1893 legte er das Große juristische Staatsexamen ab und machte vom 2. Januar bis zum 16. Juni 1894 ein rentamtliches Praktikum beim Landrentamt München, oberste staatliche Verwaltungsbehörde zur Verwaltung der Einnahmen aus Grund und Boden. Im Anschluss war Bigler als Finanzrechnungskommissär (Beauftragter) eingesetzt und kam später als Akzessist zur Regierung von Oberbayern. Vom 22. August 1896 an bekleidete er das Amt des Rechnungskommissars in München. 1900 wurde er Assessor im Staatsministerium der Finanzen und stieg dort über den Regierungsrat (1. Juni 1903), Oberregierungsrat (1. September 1908) am 16. November 1912 zum Ministerialrat auf.
Ab dem 1. August 1917 war er Direktor des bayerischen Landesvermessungsamtes und wurde für sein Wirken durch König Ludwig III. mit dem Ritterkreuz des Verdienstordens der Bayerischen Krone beliehen. Damit verbunden war die Erhebung in den persönlichen Adelstand und er durfte sich nach der Eintragung in die Adelsmatrikel am 28. September 1918 „Ritter von Bigler“ nennen.
1920 erhielt er Rang und Titel eines Geheimen Rates und avancierte im Jahr darauf zum Präsident des Landesvermessungsamtes. Bigler wurde zum 1. September 1932 in den Ruhestand versetzt.